# Фредрикссон, Эрик Альгот
Эрик Альгот Фредрикссон (швед. Erik Algot Fredriksson; 13 июня 1885 — 14 мая 1930) — шведский полицейский (офицер полиции Стокгольма) и спортсмен (перетягиватель каната), чемпион летних Олимпийских игр 1912 года в составе сборной Швеции.